# Saint-Maurice-Navacelles
Saint-Maurice-Navacelles – miejscowość i gmina we Francji, w regionie Oksytania, w departamencie Hérault.
Według danych na rok 1990 gminę zamieszkiwało 119 osób, a gęstość zaludnienia wynosiła 2 osoby/km² (wśród 1545 gmin Langwedocji-Roussillon Saint-Maurice-Navacelles plasuje się na 783. miejscu pod względem liczby ludności, natomiast pod względem powierzchni na miejscu 37.).